# Michael Allegretto
Michael Allegretto, né en 1944 en Floride aux États-Unis, est un écrivain américain, auteur de roman policier.

## Biographie
Il suit des études à l'université de Denver en 1963, à l'université de Californie à Santa Barbara en 1970, puis de nouveau à Denver en 1972. Il travaille comme dessinateur, géomètre, libraire puis conducteur de bus.
En 1987, il publie son premier roman Prenez garde aux petites filles (Death on the Rocks). C'est le début d’une série de cinq romans consacrée au détective privé Jacob Lomax. Ancien policier dans le Colorado, il a quitté la police après l'assassinat de sa femme. Pour ce roman, Michael Allegretto reçoit en 1988 le prix Shamus du meilleur premier roman et est nommé dans la même catégorie pour le prix Anthony. Trois romans de la série sont traduits en français dont en 1990 Au plus noir de l'hiver (The Dead of Winter) écrit, selon Claude Mesplède, « avec une écriture légère, teintée d'humour, l'auteur entraîne le lecteur dans un monde de culpabilités où se déchirent cruellement les personnages ».
Un autre de ses romans, Night of Reunion est adapté dans un film TV en 1995 sous le titre Terror in the Shadows par William A. Graham.

## Œuvre

### Romans

#### Série Jacob Lomax
- Death on the Rocks, 1987
  - Prenez garde aux petites filles, Série noire no 2125, 1988
- Blood Stone, 1988
  - Pierre de sang, Série noire no 2201, 1989
- The Dead of Winter, 1989
  - Au plus noir de l'hiver, Série noire no 2243, 1990
- Blood Relative, 1992
- Grave Doubt, 1995

#### Autres romans
- Night of Reunion, 1990
- The Watchmen, 1991
- The Suitor, 1993
- Shadow House, 1994

## Filmographie
- 1995 : Terror in the Shadows, film TV, adaptation de Night of Reunion réalisée par William A. Graham

## Sources
- Claude Mesplède (dir.), Dictionnaire des littératures policières, vol. 1 : A - I, Nantes, Joseph K, coll. « Temps noir », 2007, 1054 p. (ISBN 978-2-910-68644-4, OCLC 315873251), p. 62.
- Claude Mesplède, Les années "Série noire" bibliographie critique d'une collection policière, vol. 5 : 1982-1995, Amiens, Encrage, coll. « Travaux » (no 36), 2000.
- Claude Mesplède  et   Jean-Jacques Schleret (Éd. rév. de: SN, voyage au bout de la Noire), Les auteurs de la Série noire, 1945-1995, Nantes, Joseph K, coll. « Temps noir », 1996, 627 p. (ISBN 978-2-910-68611-6, OCLC 300207570), p. 25.